# Premio Mundial de la Libertad de Prensa Unesco - Guillermo Cano
El Premio Mundial de la Libertad de Prensa Unesco-Guillermo Cano es uno de los premios más prestigiosos en el campo del periodismo. 
Fue creado por la Unesco en 1997, distinguiendo a una persona, organización o institución que ha hecho una contribución sobresaliente a la defensa o promoción de la libertad de prensa en cualquier lugar del mundo, especialmente si tal contribución ha sido realizada en condiciones de peligro.
El premio, dotado con 25.000 dólares estadounidenses, se entrega cada año con ocasión del Día Mundial de la Libertad de Prensa, el 3 de mayo. Recibe su nombre en honor de Guillermo Cano Isaza, el director del diario colombiano El Espectador, asesinado el 17 de diciembre de 1986 en Bogotá por sicarios del narcotráfico bajo órdenes de Pablo Escobar. Cano era un implacable crítico del poder de los señores de la droga colombianos y de su infiltración en el sistema político y en la sociedad colombiana.
Cada año, un jurado independiente compuesto por 14 profesionales del periodismo seleccionados por el director general de la Unesco elige a un ganador de entre las diversas candidaturas propuestas por las organizaciones no gubernamentales que trabajan en el campo de la libertad de prensa, y por los Estados miembros de la Unesco.

## Ganadores
| Año  | Premiado                                            | Nacionalidad     | Ref  |
| ---- | --------------------------------------------------- | ---------------- | ---- |
| 1997 | Gao Yu                                              | China            | [3]  |
| 1998 | Christina Anyanwu                                   | Nigeria          | [4]  |
| 1999 | Jesús Blancornelas                                  | México           | [5]  |
| 2000 | Nizar Nayyouf                                       | Siria            | [6]  |
| 2001 | U Win Tin                                           | Birmania         | [7]  |
| 2002 | Geoffrey Nyarota                                    | Zimbabue         | [8]  |
| 2003 | Amira Hass                                          | Israel           | [9]  |
| 2004 | Raúl Rivero                                         | Cuba             | [10] |
| 2005 | Cheng Yizhong                                       | China            | [11] |
| 2006 | May Chidiac                                         | Líbano           | [12] |
| 2007 | Anna Politkóvskaya                                  | Rusia            | [13] |
| 2008 | Lydia Cacho Ribeiro                                 | México           | [14] |
| 2009 | Lasantha Wickrematunge                              | Sri Lanka        | [15] |
| 2010 | Mónica González Mujica                              | Chile            | [16] |
| 2011 | Ahmad Zeidabadi                                     | Irán             | [17] |
| 2012 | Eynulla Fatullayev                                  | Azerbaiyán       | [18] |
| 2013 | Reeyot Alemu                                        | Etiopía          | [19] |
| 2014 | Ahmet Şık                                           | Turquía          | [20] |
| 2015 | Mazen Darwish                                       | Siria            | [21] |
| 2016 | Jadijia Ismailova                                   | Azerbaiyán       | [22] |
| 2017 | Dawit Isaak                                         | Suecia · Eritrea | [23] |
| 2018 | Mahmoud Abu Zeid                                    | Egipto           | [24] |
| 2019 | Wa Lone Kyaw Soe Oo                                 | Birmania         | [25] |
| 2020 | Jineth Bedoya                                       | Colombia         | [26] |
| 2021 | Maria Ressa                                         | Filipinas        | [27] |
| 2022 | Asociación Bielorrusa de Periodistas                | Bielorrusia      | [28] |
| 2023 | Niloofar Hamedi, Elaheh Mohammadi, Narges Mohammadi | Irán             | [29] |
| 2024 | Periodistas palestinos que cubren la guerra en Gaza | Palestina        | [30] |
| 2025 | El periódico La Prensa                              | Nicaragua        | [31] |